# Aldealices
Aldealices je obec ve Španělsku. Leží v provincii Soria v autonomním společenství Kastilie a León. Nachází se na silnici SO-P-1206 z Castilfrío de la Sierra na severu do Aldealseñoru na jihu.
Podle sčítání Censo de Pecheros z roku 1528 zde žilo 19 pecheros (rodin, jež nuceně odváděly daně), tehdy se obec psala Aldeahelizes. Podle sčítání z roku 1842 zde v 29 domech žilo 117 obyvatel. V roce 2011 pak měla obec již jen 25 obyvatel.
V Aldealices leží farní kostel zasvěcený svaté Marii Magdaleně, která je i patronkou obce. Kostel má gotické prvky, uvnitř se pak nachází románská křtitelnice.